# Sistemes de jubilació a Europa
Els sistemes de jubilació a Europa estan tots confrontats a la reducció del nombre de naixements, a l'allargament de l'esperança de vida i a la baixa del creixement econòmic, que es tradueixen, entre d'altres, en menys cotitzants per més pensionistes, en un context d'atur elevat a la majoria de països.
La inquietud és particularment forta a Itàlia i a Alemanya: als anys 2000 l'arribada a la jubilació de la generació baby-boom de després de 1945 que tenia fins aleshores menys pes que a França o a Espanya, segons un estudi de la Fundació Robert Schuman l'any 2003, però aquest factor no afecta més perquè aquests dos països tenen a més un dèficit de joves cotitzants, per haver experimentat una natalitat més baixa que en un altre lloc des de fa una trentena d'anys.

## Marc bismarckià o beveridgià
- El primer model, anomenat bismarckià, organitza una solidaritat horitzontal entre els treballadors, finançada amb els salaris i amb una participació dels empresaris. El sistema és gestionat per organismes independents de l'Estat, sobretot pels sindicats d'assalariats.

- El segon model, anomenat beveridgià, és una redistribució vertical per l'Estat, finançada per impostos, assegurant els drets a tothom. El percentatge del l'antic sou que es rep a la jubilació depèn de les condicions d'ingressos, residència, etc.

Els països d'Europa del Nord (Dinamarca, Finlàndia, Suècia), Paisos Baixos, Regne Unit apliquen el model beveridgià tenint « més o menys en compte » els altres ingressos, sense « relació amb els ingressos en el transcurs de la carrera professional ». La resta d'Europa (Alemanya, Àustria, França) aplica el model bismarckià: El percentatge del l'antic sou que es rep a la jubilació depèn de les cotitzacions i no té relació amb cap condició de recursos ».
Molts països han limitat la jubilació pagada pel sistema públic. En el sistema de jubilació als Països Baixos, és calculada en funció del salari mínim: una parella de jubilats té per exemple la garantia de rebre el 100 % del salari mínim, la qual cosa afavoreix els ingressos baixos i les persones que viuen en parella.

## Les principals diferències

### L'edat «legal» poc significativa, amb moltes excepcions
A molts països, l'augment de l'edat legal de jubilació s'acompanya de força excepcions, que fa que aquesta xifra sigui poc significativa. De cop, « els sistemes són poc equiparables », segons Henri Sterdyniak, investigador de l'Observatori francès de les conjuntures econòmiques perquè " a França, l'edat exposada és l'edat legal, sota de la qual no es té el dret de marxar, mentre que, en altres països, és l'edat on es pot marxar amb la pensió màxima ».
- A Espanya, el govern vol també portar l'edat mínima de jubilació a 67 anys, però 35 anys de contribució seran suficients per obtenir una pensió màxima.[5][6]
- A Àustria, la pensió màxima és als 65 anys però els aturats poden marxar amb 62 anys, en carreres professionals llargues entre 57 i 62 anys, els assalariats d'oficis durs amb 60 anys, segons l'economista Henri Sterdyniak, investigador a l'Observatori francès de les conjuntures econòmiques.[7]

- A Itàlia, un sistema de jubilació anticipada anomenat « pensió d'antiguitat » permet marxar des dels 35 anys d'antiguitat sense condició d'edat ni penalització per jubilació anticipada. La importància d'aquestes excepcions fan que la durada de la cotització mínima exigida per la llei és més important que l'edat « legal »

- A Alemanya, està prevista una jubilació anticipada per als aturats, els assegurats de llarga durada, les dones, i els discapacitats. Per als altres, sempre serà possible marxar als 63 anys amb 35 anys de cotització i una penalització per jubilació anticipada[8] limitada i clarament inferior (7,2 %) a la aplicada a França per a algú que marxés als 63 anys amb 35 anys de cotització (25 % de descompte). Aquesta disposició fa dir a molts economistes que l'edat de sortida amb una jubilació amb « pensió quasi-màxima » quedarà a Alemanya amb 63 anys, mentre que a França, una sortida als 63 anys i 35 anys de cotització es farà sovint amb una penalització per jubilació anticipada considerable, del 25 %.

#### Excepcions per a invalidesa
La proporció que pot beneficiar-se d'una excepció amb l'únic criteri d'invalidesa, segons criteris mèdics, és del 4 % a França, 10 % al Regne Unit, 13 % als Països-Baixos i 16 % a Dinamarca.

### Durades de cotització mínima que varien molt d'un país a l'altre
A França, la reforma de Jean-Marc Ayrault de 2013 preveu d'aixecar a l'horitzó 2025 la durada de cotització a 43 anys després que la d'Éric Woerth l'hagi fet passar a 41 anys i tres mesos. En comparació, s'exigeixen 30 anualitats a Anglaterra, 35 a Alemanya, Bèlgica i Espanya, o 36 a Itàlia. Grècia preveu passar de 37 a 40 anys de cotització.
Fins i tot en cas de durada de cotització idèntica, les pensions poden ser molt diferents d'un país a l'altre, alguns països tenen d'altra banda jubilacions per capitalització importants.
Vint anys després de la caiguda del mur de Berlín, la majoria dels països d'Europa de l'Est intenten reformar els seus sistemes. És el cas de Romania on la durada de cotització és de vint-i-set anys i vuit mesos per a les dones, trenta-dos anys i vuit mesos per als homes. Ha de pujar a trenta anys per a les dones, i trenta-cinc anys per als homes

### Descomptes i primes
Una penalització per jubilació anticipada redueix la pensió, mentre una prima l'augmenta si s'agafa la jubilació més tard. Aquestes dues eines inciten a cotitzar més temps (més recursos) i passar menys temps a la jubilació (menys despeses)
França ha estat el primer país, l'any 1993, a introduir una penalització per jubilació anticipada: 2,5 % per trimestre (10 % per anualitat) en el marc de la reforma Balladur de les jubilacions de 1993 per a tots els assalariats del sector privat. La durada de cotitzacions exigida passa (en deu anys) de 37,5 anys a 40 anys.
La llei de 2003, posada en marxa per François Fillon, ha atenuat els efectes de la reforma Balladur portant la penalització al 5 % contra el 10 % d'abans i limitant el màxim el descomptes acumulats al 25 %, un total que queda tanmateix molt superior a les penalitzacions previstes en altres països europeus.
El sistema de jubilacions a Alemanya ha fixat una penalització menys forta que a França, un 3,6 % per any respecte a l'edat legal (65 anys fins a 67 anys el 2031 a Alemanya), a condició d'haver cotitzat 35 anys, segons l'economista Henri Sterdyniak, investigador a l'Observatori francès de les conjuntures econòmiques. El sistema alemany per exemple permet marxar amb 63 anys, a condició d'haver cotitzat 35 anys, amb una penalització limitada al 7 %

### Pes de la capitalització
Alemanya, Espanya, Itàlia, Àustria, Bèlgica, Finlàndia, Suècia, Grècia, Portugal, Luxemburg i França funcionaven tradicionalment amb un sistema de repartició. Els Països-Baixos, Dinamarca i Irlanda acumulen un sistema fixe on la pensió de jubilació és gairebé la mateixa per a tots en un sistema de jubilació per capitalització.
Les reformes realitzades a Europa han tingut com a efecte rebaixar la pensió mitjana del sistema públic.
Gairebé tots els països europeus tenen un sistema de jubilació per repartició obligatòria al qual s'afegeix un sistema de jubilació per capitalització. Com més desenvolupat és un, menys ho és l'altre. A França, país on els complements per capitalització són els menys desenvolupats, la denúncia pels sindicats d'un risc de baixa de les pensions del sistema públic ha desencadenat les vagues contra la reforma de les jubilacions.
A Anglaterra, les jubilacions pagades pel sistema públic són més baixes que en cap altre lloc perquè existeix paral·lelament un sistema privat molt desenvolupat, els plans de pensions, sota forma de jubilació per capitalització. Aquests fons de pensió són tanmateix globalment dependents dels mercats financers. Es van beneficiar de l'alça de la borsa als anys 1990, però van patir a continuació les crisis borsaries dels anys 2000. El sistema de jubilació als Països Baixos és un dels pocs que acumula un bon nivell de pensió del sistema públic i dels complements aportats per plans de pensions per branques professionals.

## L'atur abans de la jubilació pesa sobre la proporció de cotitzants
Els esforços empresos per molt països europeus per augmentar el nombre de cotitzants pe la jubilació, aixecant l'edat legal de jubilació, o en el qual sigui possible una pensió màxima, xoquen amb un altre problema, la importància de l'atur que precedeix la jubilació. La taxa d'activitat mitjana dels 55/64 anys és en efecte de només el 40 % a la Unió Europea (UE) dels 15 i només del 30 % als PECO, països d'Europa central i oriental, integrats progressivament a la UE.
El recurs als acomiadaments i a les prejubilacions porta una part de la població activa a deixar la feina abans de marxar a la jubilació, molt sovint no de bon grat, o a canvi d'indemnitzacions de sortida molt incitatives. Aquest fenomen és el més freqüent a set països (Luxemburg, Bèlgica, França, Itàlia, Grècia, Àustria i Espanya), que són també els set països on la proporció de persones de 20 anys a 65 anys que tenen un treball és la més baixa.
"Molts assalariats estan exclosos del mercat de treball molt abans de l'edat de jubilació", cosa que té "repercussions negatives en el finançament de la protecció social i les pensions en particular", segons CFDT, el segon sindicat francès, que demana mesures per incentivar a França l'ocupació de 55 a 60 anys.
A la seva obra El Capitalisme d'hereus. La crisi francesa del treball (2006), Thomas Philippon, professor d'economia a la universitat de Nova York, ha observat que s'abandona en general l'empresa més aviat a França, sense obligatòriament crear-ne una de nova, d'aquí una taxa d'inactivitat important dels més grans de 50 anys i descobreix que en particular es dona a empreses familiars, on les perspectives de promoció interna són més baixes i la conflictivitat més forta.
|               | Taxa de treball dels 20/65 anys | Taxa de treball dels 55/64 anys | Edat mitjana on cessa el treball | Edat #legal de la jubilació               | Separació entre les dues (en anys)               |
| ------------- | ------------------------------- | ------------------------------- | -------------------------------- | ----------------------------------------- | ------------------------------------------------ |
| Luxemburg     | 66,3                            | 31,7                            | 57,5                             | 65                                        | 7,5 (per als homes)                              |
| Bèlgica       | 63,1                            | 32,1                            | 58,1                             | 65                                        | 6,9 (per als homes)                              |
| França        | 65,8                            | 37,8                            | 58,7                             | 62 (67 per a jubilació amb pensió màxima) | 3,3 anys (8,3 per a jubilació amb pensió màxima) |
| Itàlia        | 57,9                            | 31,2                            | 60,4                             | 65 (60 p les dones)                       | 4,6 (per als homes)                              |
| Grècia        | 64,1                            | 41,6                            | 60,4                             | 65 (60 per les dones)                     | 4,6 (per als homes)                              |
| Àustria       | 75,1                            | 30,5                            | 60,9                             | 65 (60 p les dones)                       | 4,1 (per als homes)                              |
| Espanya       | 57,9                            | 43,1                            | 61,4                             | 65 anys, 67 anys l'any 2031               | 5,6 anys                                         |
| Alemanya      | 71,7                            | 44,9                            | 61,6                             | 65 anys, 67 anys l'any 2029               | 5,4 anys                                         |
| Països Baixos | 77,2                            | 46,2                            | 61,7                             | 65                                        | 3,3 anys                                         |
| Finlàndia     | 71,5                            | 52,7                            | 62,2                             | 65                                        | 2,8 anys                                         |
| Suècia        | 80,3                            | 68,9                            | 63,2                             | elàstica entre 61 i 67                    | 3,6 anys com a màxim                             |
| Regne Unit    | 79,6                            | 56,8                            | 63,2                             | 65 (60 p les dones)                       | 2,8 (per als homes)                              |
| Dinamarca     | 83,5                            | 59,8                            | 63,6                             | 65                                        | 1,4                                              |
| Irlanda       | 70,3                            | 51,7                            | 64,3                             | 65                                        | 0,7                                              |
| Portugal      | 79,4                            | 43,9                            | 64,5                             | 65                                        | 0,5                                              |
| Unió Europea  | 69,1                            | 50,9                            | 60,5 (ho); 59,5 (fe)             |                                           |                                                  |

## L'equilibri dels principals sistemes nacionals
La separació entre l'edat legal en que hom es pot jubilar i la que se cessa realment de treballar, superior a cinc o sis anys en molt països ha suposat una baixa dels nivells de pensió, una bona part dels assalariats prefereixen agafar una jubilació anticipada, fins i tot amb una pensió més baixa, abans que quedar a l'atur. Aquesta disminució de les pensions públiques ha portat els països europeus a aixecar una mica l'edat legal, per aconseguir estalvis, desenvolupant sistemes complementaris privats, amb avantatges fiscals.

### Alemanya
Fins a l'any 2010, la jubilació anticipada era possible a partir de 63 anys amb 35 anys de cotització, o fins i tot 60 anys amb 15 anys de cotització i un any d'atur, o a partir de 60 anys per a persones invàlides però amb 35 anys de cotització. Entre 1996 i 2007, el govern ha desemborsat 7,2 mil milions d'euros per finançar la jubilació anticipada. Pel 50 % del seu temps, els assalariats guanyaven el 70 % del seu antic salari. A causa de l'elevat nombre de persones que desitjaven beneficiar-se de la jubilació anticipada, el govern ha decidit no finançar més aquesta forma de jubilació des de 2010.
Alemanya era un dels països on la jubilació pública era la més alta. La taxa de deducció obligatòria per aquesta raó era també alta, el govern va decidir transferir a assegurances privades una part de la jubilació pública, jugant sobre baixades d'impostos. Els assalariats han estat incitats a pagar l'1 % del seu salari brut i fins al 4 % l'any 2008, acceptant una rebaixa dels seus ingressos. L'any 2002, 3 milions d'assalariats de 35 milions ho havien subscrit. El govern n'esperava tres vegades més. Però per als que ho van fer, la part de les jubilacions complementàries per capitalització corresponia ja a l'11 % del total de les jubilacions.
El gener de 2001, una nova llei va reformar el sistema de jubilacions a Alemanya, amb una baixa del percentatge del l'antic sou que es rep a la jubilació, passant del 70 % al 64 % del salari mitjà fins al 2030 per als assalariats del sector privat. Paral·lelament, la taxa de cotització a la jubilació pública passarà del 19 al 22 % fins al 2030

### Espanya
Signat des de 1995 amb els sindicats, el pacte de Toledo ha separat les prestacions contributives i les prestacions no contributives per a les persones a la incapacitat de treballar, que des d'aleshores són finançades per l'Estat i doncs per impostos. Per això, el sistema de jubilació a Espanya ha quedat com un dels més generosos.
El període retingut per calcular l'import de la jubilació ha estat allargat progressivament de 8 a 15 anys de cotitzacions. Així 15 anys de cotitzacions obren el dret al 50 % de la pensió, mentre que una pensió màxima s'adquireix amb 35 anys de cotitzacions, per als assalariats de la indústria, del comerç i dels serveis.

### França
Per la reforma Balladur de les jubilacions de 1993, França ha estat el primer país, aquell any, a introduir una penalització per jubilació anticipada: 2,5 % per trimestre (10 % per anualitat) per a tots els assalariats del privat. La durada de cotitzacions exigida va passar de 37,5 anys a 40 anys, però aquesta decisió s'estén durant deu anys, per tal que la baixa de les cotitzacions resultant no penalitzi massa el consum popular i de rebot les oportunitats comercials de les empreses.
La llei de 2003 va atenuar els efectes de la reforma Balladur portant la penalització per jubilació anticipada al 5 % contra el 10 % anterior i limitant la penalització acumulada al 25 %, total que queda tanmateix molt més alt que les previstes en altres països europeus. La prima es va crear l'any 2003 per tal d'encoratjar els assalariats a cotitzar més temps, ja que el percentatge del l'antic sou que es rep a la jubilació del règim general és de només el 50 %, al qual s'afegeixin les prestacions dels règims de jubilació complementària, obligatòries només en el sector privat.

### Itàlia
L'any 1992, els règims especials han estat inclosos en el règim general i el període mínim de cotització ha passat de 15 a 20 anys, el càlcul de la pensió des d'aleshores s'efectua sobre els salaris cobrats durant tota la vida activa i no sobre els de les cinc últims anys.
Una segona reforma l'any 1993 va introduir agilitat en l'edat de la jubilació: pot variar de 57 a 65 anys, a condició d'haver cotitzat almenys 35 anys. Després d'un acord l'any 1997 entre el govern i els sindicats, a continuació es va preveure l'alineació del sistema del sector públic amb el privat. El percentatge del l'antic sou que es rep a la jubilació base pot arribar al 80 % del salari, i aquest després de 40 anys de cotitzacions, però en la majoria dels casos, la « reforma Dini », del nom de l'antic governador de la Banca d'Itàlia, va avalar una pèrdua de jubilació de l'ordre del 28 % induïda per la "reforma Amato", amb una baixa del percentatge del l'antic sou que es rep a la jubilació al 56,2 % respecte al 80 % anterior, per a una jubilació als 60 anys amb 40 anys cotitzats.
La reforma de 1997 va crear una jubilació per capitalització, afavorida per ajudes fiscals. Només afectava un 5 % dels treballadors del sector privat l'any 2003, principalment els quadres superiors. La llei preveia que aquest percentatge passés al 30 % l'any 2005, abans de la crisi de 2008.

### Regne Unit
La llei incita a treballar fins als 70 anys, mitjançant una prima equivalent a 32.000 euros.
Les reformes de 1986 (Social Security Act) i 1995 (Pensions Act), han allargat el període de càlcul del salari mitjà, dels 20 últims anys a tota la carrera, reduint els avantatges del sistema de jubilació al Regne Unit, completat per jubilació per capitalització, particularment avantatjoses en període de bombolla especulativa, com als anys 1980 i els anys 1990, una mica menys quan la conjuntura borsària és menys favorable.
Des de l'abril de 2001, tota empresa de més de cinc assalariats té l'obligació d'instituir plans de jubilació per capitalització estandarditzada, afectant tots els assalariats de més de 18 anys contractats per a més de tres mesos. L'empresari no és obligat a contribuir-hi. Aquest sistema no garanteix un nivell de pensió precís, i depèn del mercat borsari, la qual cosa ha provocat d'importants problemes en el moment de la crisi financera de 2008.

### Suècia
Amb l'esperança de vida més elevada d'Europa (84 anys per a les dones i 77 anys per als homes), Suècia va esperar el 1999, després d'un llarg diàleg social, per reformar el seu sistema de jubilacions. La pensió és des d'aleshores calculada sobre l'ingrés mitjà de tota la vida activa, i no sobre els 15 millors anys. Són també tinguts en compte els anys d'estudiant, els del servei militar o si t'ocupaves de nens a casa. La pensió depèn de l'import de les cotitzacions, però també de l'esperança de vida mitjana en el moment de la jubilació, i del creixement econòmic.
La cotització, compartida entre assalariats i empresaris, correspon al 18,5 % del salari brut: un 16 % finança el règim per repartició i un 2,5 % un compte individual de capitalització. Es van crear plans de formació destinats als assalariats més grans de 40-50 anys per permetre'ls quedar actius més molt de temps.
Els suecs reben cada any informacions en relació amb les sumes que han pagat i estimacions de l'import de la seva jubilació mensual que tindran, sobre la base de diferents hipòtesis de creixement.

### Suïssa
El sistema suís té problemes L'allargament de la durada de la vida i la millora de les condicions d'existència dels jubilats en el transcurs d'aquests últims decennis, conjugats amb un estancament econòmic (ha tocat de ple les joves generacions) han conduït a l'aparició de noves formes de desigualtats socials entre generacions. Com que l'atur persistent restringeix la base cotitzant que alimenta els fons de pensions, aquesta evolució interroga la capacitat de l'Estat social suís a garantir per al futur una repartició equitativa dels recursos no sols entre classes socials, sinó entre generacions.

### Part de les pensions en el PIB nacional
La part de les pensions en el PIB nacional no mesura la qualitat d'un sistema de jubilació, però reflecteix la demografia, les preferències socials, i les parts relatives dels sistemes públics i dels sistemes privats complementaris de jubilació per capitalització (important al Regne Unit i Països Baixos per exemple). Aquest indicador ha de ésser interpretat amb moltes precaucions.
p : dades provisionals.
r : dades revisades.
|                   | 2005     | 2006     | 2007     |
| ----------------- | -------- | -------- | -------- |
| Alemanya          | 13,3 (r) | 12,9     | 12,4 (p) |
| Àustria           | 14,3 (r) | 14,1     | 13,8     |
| Bèlgica           | 11,1 (r) | 11,0     | 10,7     |
| Bulgària          | 8,0      | 7,6      | 7,3      |
| Xipre             | 6,8      | 6,8      | 6,8 (p)  |
| Dinamarca         | 11,0 (r) | 10,7     | 10,8     |
| Espanya           | 9,1 (r)  | 9,0 (p)  | 9,0 (p)  |
| Estònia           | 5,9      | 6,0      | 5,9      |
| Finlàndia         | 11,2     | 11,0     | 10,8     |
| França            | 13,2     | 13,2     | 13,3 (p) |
| Grècia            | 12,1 (r) | 12,0     | 12,1     |
| Hongria           | 9,8      | 10,0     | 10,4     |
| Irlanda           | 5,0      | 5,0      | 5,2      |
| Itàlia            | 14,7 (r) | 14,6 (p) | 14,6 (p) |
| Letònia           | 6,3      | 6,1      | 5,3 (p)  |
| Lituània          | 6,5 (r)  | 6,3      | 6,6 (p)  |
| Luxemburg         | 9,6 (r)  | 8,6      | 8,2      |
| Malta             | 9,2 (r)  | 9,1      | 9,1      |
| Països Baixos     | 12,5 (r) | 12,3     | 12,1 (p) |
| Polònia           | 12,7     | 12,5     | 11,6     |
| Portugal          | 12,7 (r) | 13,0     | 13,1     |
| República Txeca   | 8,4      | 8,3      | 8,2      |
| Romania           | 6,2      | 6,0      | 6,4      |
| Regne Unit        | 10,8 (r) | 10,8     | 10,5 (p) |
| Eslovàquia        | 7,5 (r)  | 7,3      | 7,3 (p)  |
| Eslovènia         | 10,3 (r) | 10,3     | 9,7 (p)  |
| Suècia            | 12,4 (r) | 12,0     | 11,8 (p) |
| Unió Europea a 15 | 12,3     | 12,1 (p) | 12,0 (p) |
| Unió Europea a 27 | 12,2     | 12,0 (p) | 11,8 (p) |